# Publishing and Broadcasting

Logo

Publishing and Broadcasting Limited, kurz PBL, war eines der größten australischen Medienunternehmen mit Sitz in Sydney. Das Unternehmen war als eines der führenden australischen Unternehmen im Aktienindex ASX 50 (Kürzel: PBL) an der australischen Wertpapierbörse gehandelt und Teil von Standard & Poor’s S&P Global 1200.
Im November 2007 wurde das Unternehmen in einen Medienteil, die Consolidated Media Holdings und einen Bereich Glücksspiel, die Crown Limited aufgespalten, beide Unternehmen sind im S&P/ASX 50-Index enthalten.
James Packer, Australiens reichster Mann und Sohn des verstorbenen Medienunternehmers Kerry Packer, war durch seine Firma Consolidated Press Holdings Limited (CPH Ltd.) Hauptaktionär der Publishing and Broadcasting Limited. Das Unternehmen hatte einen Wert von 3,5 Milliarden australischen Dollar (AUD) und 8.271 Angestellte.

## Geschichte
Die Australian Consolidated Press (ACP) wurde 1933 gegründet. Als in den 1950er Jahren das Fernsehen in Australien eingeführt wurde, erhielt die ACP eine Sendelizenz in Sydney. Ihr Fernsehsender, TCN-9 Sydney, nahm 1956 als erster Fernsehsender Australiens den Sendebetrieb auf. Die ersten Worte von Bruce Gyngell waren: „Good evening, and welcome to television“ (deutsch: „Guten Abend und willkommen beim Fernsehen.“).
1960 übernahm die ACP den Fernsehsender GTV-9 Melbourne und wurde so zum ersten Fernsehnetzwerk Australiens, dem National Television Network (NTN), aus dem später The Nine Network wurde. Kerry Packer verkaufte das Nine Network 1987 an den Unternehmer Alan Bond, der das Netzwerk um die Sender QTQ-9 Brisbane und STW-9 Perth erweiterte. Drei Jahre später, im Jahr 1990, kaufte Packer das Netzwerk zum halben Preis der Verkaufssumme zurück.
Publishing and Broadcasting Limited entstand 1994 durch die Fusion des Nine Network Australia und der Australian Consolidated Press (ACP).
In den späten 1990er Jahren verlor die PBL Millionen bei dem Versuch, mit Nine India in Indien Fuß zu fassen. Geplant war, einer der führenden Fernsehanbieter in Indien zu werden; der Plan wurde wenige Jahre später fallen gelassen. Es blieb lediglich bei Programmfenstern auf zwei Kanälen des indischen Fernsehsenders Doordarshan.
1999 fusionierte Crown Limited mit PBL und die Online-Sparte von PBL, ecorp, wurde im australischen Aktienindex ASX aufgenommen; ecorp wurde später privatisiert und vom Börsenhandel ausgenommen. 2002 schloss PBL mit Prime Television einen Vertrag über eine 50-prozentige Beteiligung am neuseeländischen Prime NZ.
2004 kaufte die PBL das Burswood Casino in Perth, beteiligte sich zu 50 Prozent an der Kinogruppe Hoyts Cinemas sowie an West Australian Newspapers; Hoyts Cinemas gehörte vorher Packers Privatfirma Consolidated Press Holdings Ltd., die im selben Jahr Papua-Neuguineas einziges Fernsehnetzwerk EM-TV an Fiji Television verkaufte.
Am 18. Oktober 2006 kündigte James Packer den Verkauf von 50 Prozent der Medienbeteiligungen von PBL für umgerechnet 4,5 Milliarden australische Dollar an, um sich auf das Glücksspielgeschäft konzentrieren zu können. Zum Verkauf gehören unter anderem das Nine Network und dessen 50-prozentige Beteiligung an NineMSN.
Die PBL ist zurzeit an zwei Kasino-Projekten in Macau beteiligt: dem Crown Macau mit einem Wert von 260 Millionen australischen Dollar (fertiggestellt im Juli 2006) und dem City of Dreams im Wert von 1,4 Milliarden australischen Dollar. Beide Projekte sind Gemeinschaftsunternehmen mit Melco, einem Unternehmen aus Macao.
Im März 2006 gab die PBL bekannt, dass sie 900 Millionen US-Dollar (1,2 Milliarden australische Dollar) in den Kauf einer Kasino-Unterkonzession der Wynn Resorts investiert hat, um es dem Melco-PBL-Joint Venture rechtlich zu ermöglichen, den Kasinobetrieb aufnehmen zu können.
Der Beitrag der Publishing and Broadcasting Limited zu dieser Unternehmung war die bislang größte Investition eines australischen Unternehmens.
Im Mai 2007 kündigte die PBL an, dass eine Aufteilung in die Unternehmen Crown Limited sowie Consolidated Media Holdings erfolgen soll. Im November 2007 wurde die Aufspaltung von den Aktionären beschlossen und zum Ende des gleichen Monats wirksam.

## Beteiligungen

### PBL Media
PBL Media ist ein Joint Venture zwischen PBL und CVC Capital Partners (CVC Asia Pacific). Es wurde im Oktober 2006 gegründet, als PBL seine Medienbeteiligungen (u. a. die Australian Consolidated Press, das Nine Network und die Internet-Nachrichtenplattform NineMSN) auslagerte. Die Rekapitalisierung wurde am 18. Oktober 2006 angekündigt.
Ursprünglich lagen die Beteiligungen beider Unternehmen bei 50 Prozent. Im Juni 2007 kündigte PBL allerdings an, 25 Prozent seiner Beteiligungen für 515 Millionen australische Dollar (AUD) an CVC verkaufen zu wollen. Bei einer angenommenen Aufteilung von PBL in zwei eigenständige Unternehmen, wird die verbliebene Beteiligung von PBL an PBL Media künftig von Consolidated Media Holdings verwaltet.
Die derzeitige Geschäftsführung von PBL Media liegt bei John Alexander (CEO), James Packer, Ian Law (CEO), Chris Anderson, Martin Dalgelish, Robert Lucas, Adrian MacKenzie und Maarten Ruijs. Der Finanzvorstand ist Pat O’Sullivan (CFO). Zu PBL Media gehören folgende Unternehmen (Stand: September 2007):
- Acer Arena (100 Prozent Beteiligung)
- Australian Consolidated Press (ACP)
- carsales.com.au (50,6 Prozent Beteiligung)
- myhome.com.au (48,75 Prozent Beteiligung)
- NBN Television
- Nine Network
  - TCN-9 Sydney
  - GTV-9 Melbourne
  - QTQ-9 Brisbane
  - NTD-8 Darwin
  - NineMSN (50 Prozent Beteiligung)
- Sky News Australia (33 Prozent Beteiligung)
- Ticketek (100 Prozent Beteiligung)

### PBL Enterprises
- Foxtel (25 Prozent Beteiligung)
- Hoyts Cinemas (50 Prozent Beteiligung)
- Premier Media Group (50 Prozent Beteiligung)
- Seek Limited (25 Prozent Beteiligung)

### Sonstige Beteiligungen (Glücksspiel)
- Burswood Entertainment Complex, Perth
- City of Dreams, Macao
- Crown Casino, Macao
- Crown Casino, Melbourne

### Ehemalige Beteiligungen
- Beteiligung an EM-TV, Papua-Neuguinea
- Beteiligung an Prime Television, Neuseeland (50 Prozent); 2006 an Sky Network Television verkauft